# Casa dels Lluitadors del Gueto
La Casa dels Lluitadors del Gueto (en hebreu: בית לוחמי הגטאות‎, Beit Lohamei Ha-Getaot), de nom complet: Museu de l'Holocaust i de la Resistència Jueva, Centre de Documentació i Estudi Itzhak Katzenelson, va ser fundada el 1949 per membres del quibuts Lohamei HaGeta'ot, una comunitat de supervivents de l'Holocaust, alguns d'ells partisans i combatents del gueto de Varsòvia. El museu rep el nom d'Itzhak Katzenelson, un poeta jueu que va morir a Auschwitz.
El museu es troba a la Galilea Occidental, a l'estat d'Israel, a la carretera costanera entre Acre i Nahariyya.

La Casa dels Lluitadors del Gueto fou el primer museu mundial que commemorà l'Holocaust i l'heroisme jueu. Representa la màxima expressió del compromís dels seus fundadors amb l'educació de l'Holocaust a Israel i al món. El museu explica la història del poble jueu al segle XX i, especialment, durant la Segona Guerra Mundial. Al centre de la narració hi ha l'individu i les moltes expressions de resistència jueva als guetos, camps de concentració nazis i combats partisans.

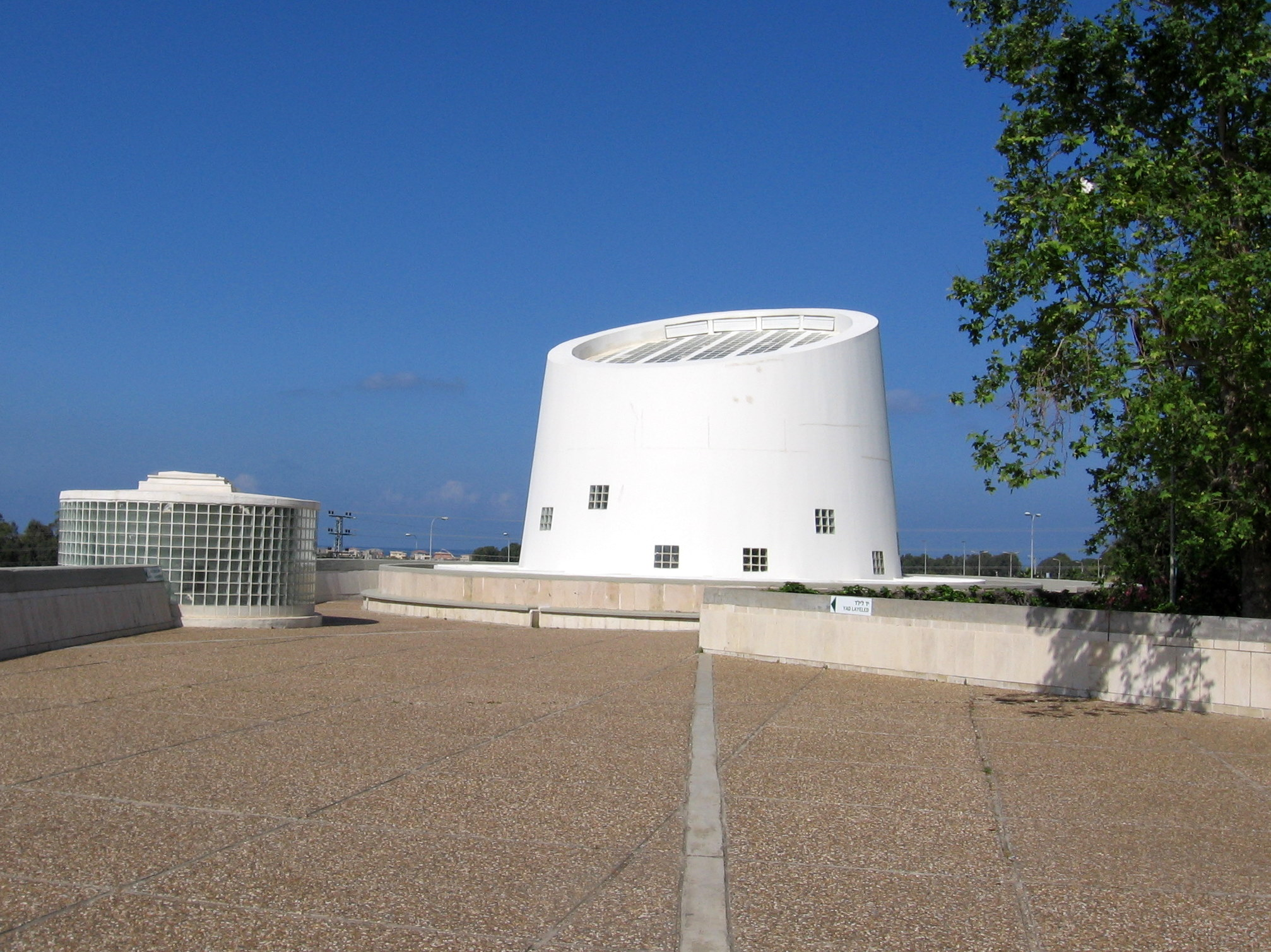
Museu dels Infants Yad LaYeled

## Activitats
- Exposicions museístiques
- Visites guiades
- Centre d'estudi Zivia i Yitzhak «Antek» Zuckerman: espai per a seminaris
- Museu dels Infants Yad LaYeled: memorial que explica la història dels infants durant l'Holocaust als infants d'avui
- El Projecte Internacional de Compartició de Llibres: utilitza llibres infantils sobre l'Holocaust per a fomentar el diàleg i la comprensió
- Centre d'Educació Humanística
- Arxius: documents, fotografies, objectes, col·lecció d'art i enregistraments
- Biblioteca i sala de referència: recursos i assistència per a investigadors, educadors i estudiants
- Departament de Recerca de l'Holocaust dels jueus de l'URRS
- Departament de publicacions